# Kista (Stockholms tunnelbana)
Kista ist eine oberirdische Station der Stockholmer U-Bahn. Sie befindet sich im Zentrum des gleichnamigen Stadtteils Kista. Die Station wird von der Blå linjen des Stockholmer U-Bahn-Systems bedient. Sie gehört zu den viel frequentierten Stationen des U-Bahn-Netzes. An einem normalen Werktag steigen 19.800 Pendler hier zu.
Die Station wurde am 5. Juni 1977 in Betrieb genommen, als der Abschnitt der Blå linjen zwischen Hallonbergen und Akalla eröffnet wurde. Die Bahnsteige befinden sich oberirdisch in Hochlage. Die Station ist die einzige der Blå linjen, welche oberirdisch liegt. Direkt neben der Station befindet sich die Kista Galleria, eines der modernsten Einkaufszentren Schwedens. Die Station liegt zwischen den Stationen Hallonbergen und Husby. Bis zum Stockholmer Hauptbahnhof sind es etwa 11,5 km. Zwischen der Station und der nächsten Station Hallonbergen befindet sich der „Geisterbahnhof“ Kymlinge, an denen die Bahnen nur vorbeifahren.